# Villa Imperiale (Pompei)

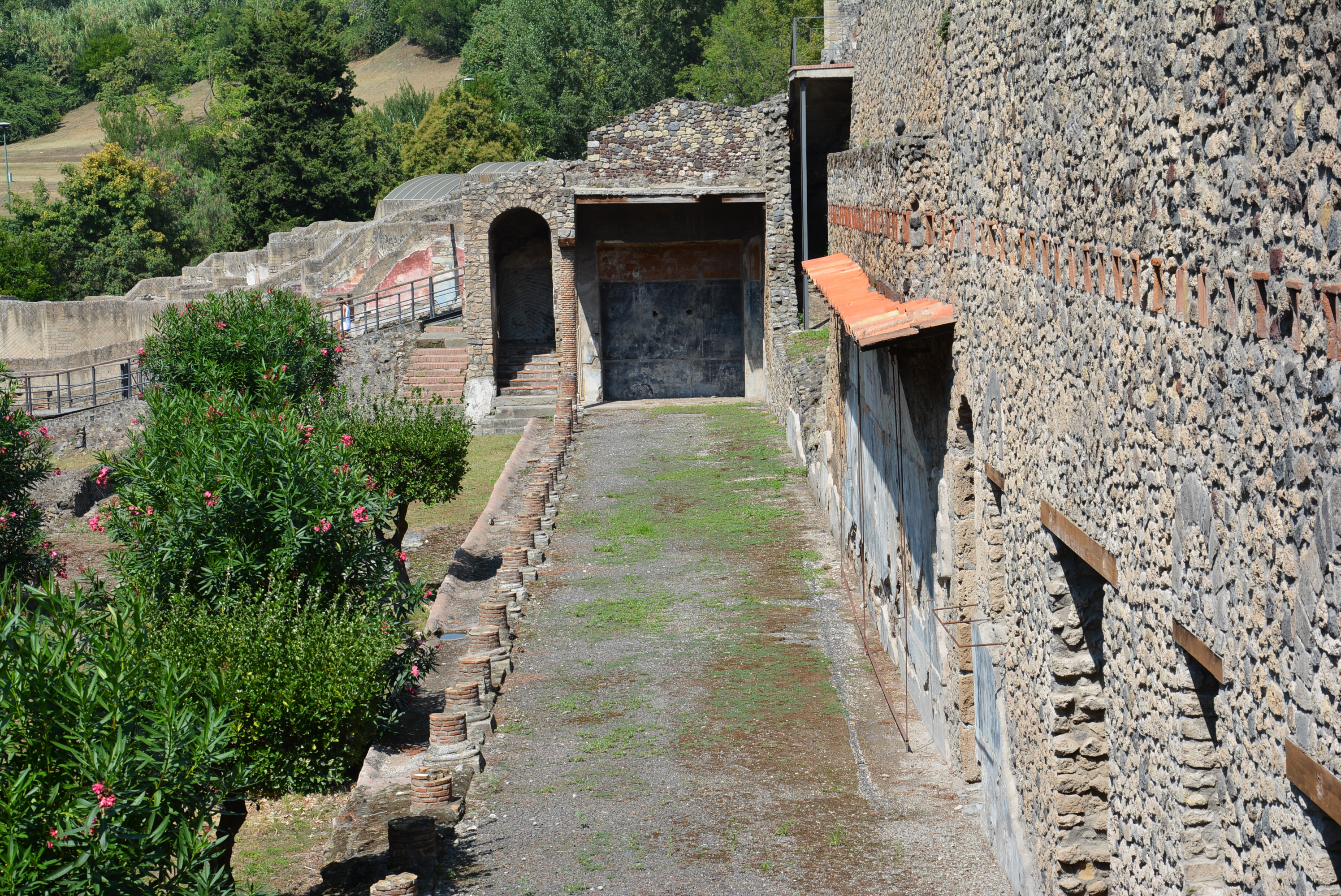
Il colonnato

La villa Imperiale è una villa suburbana di carattere residenziale di epoca romana, ubicata appena fuori le mura di Pompei, a cui è addossata, in prossimità di porta Marina, nella parte occidentale degli scavi archeologici, al di sotto del tempio di Venere.

## Storia
La Villa Imperiale, anche se non è provato che si trattasse realmente di un edificio di proprietà dell'impero, fu costruita nell'ultimo decennio del I secolo a.C. abusivamente e fu notevolmente danneggiata a seguito del terremoto di Pompei del 62; fu poi completamente ristrutturata, ma poco dopo, probabilmente tra il 73 o il 74, venne riacquistata dal demanio ed in parte distrutta per far posto a dei granai ed utilizzata anche come magazzino per i materiali di lavoro della città. La villa, esplorata già in epoca borbonica e poi nuovamente sepolta, fu scoperta nel 1943 a seguito dei bombardamenti dell'antiquarium che sorgeva proprio sopra la costruzione e scavata nuovamente nel 1947 da Amedeo Maiuri.

## Descrizione

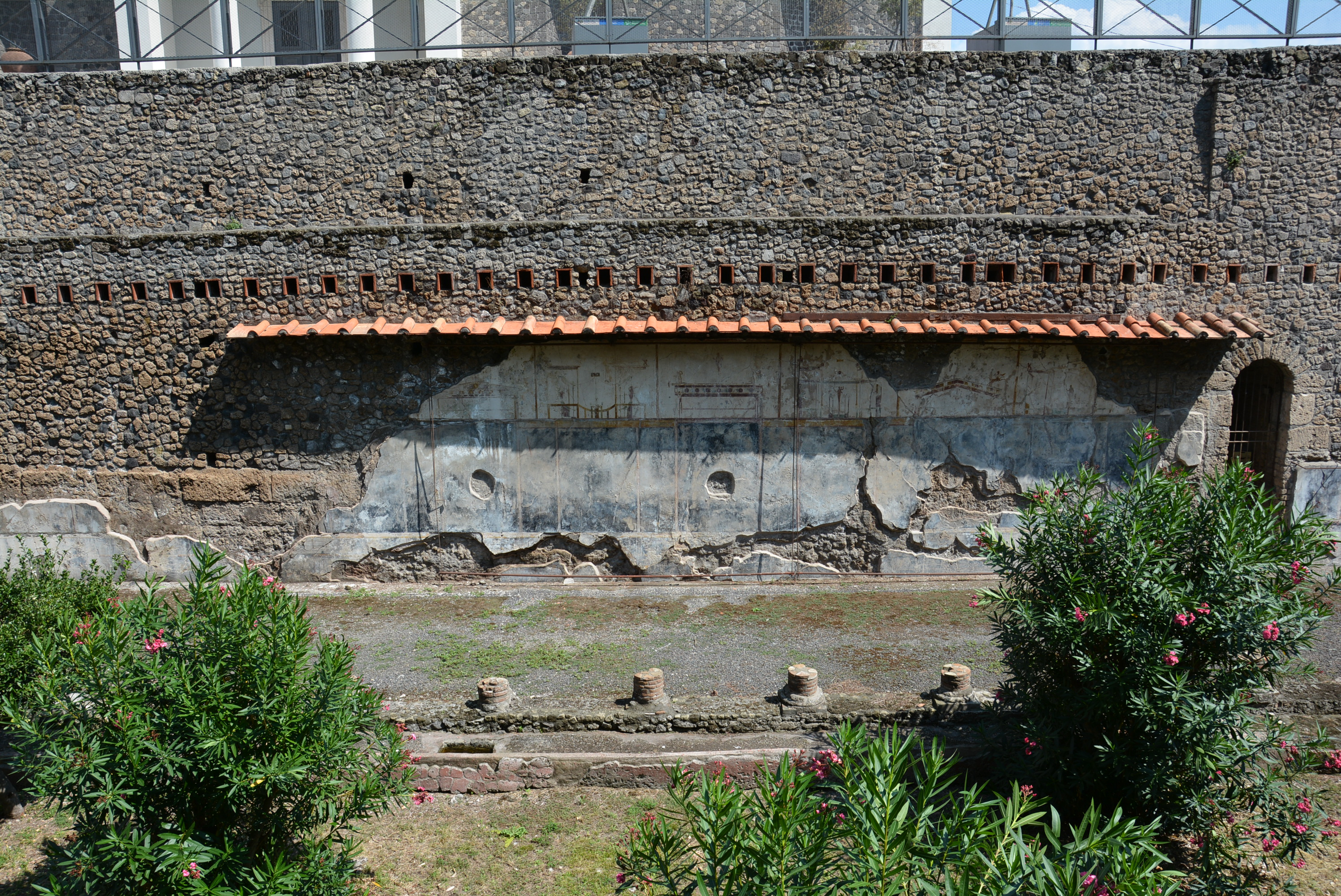
Parete del peristilio

Di grandi dimensioni, la Villa Imperiale custodisce uno dei maggiori esempi di pittura pompeiana sia in terzo stile, che gli artisti mantennero durante i lavori di restauro, sia in quarto stile; originariamente su due piani, oggi ne rimane il portico, il triclinio, una diaeta, un oecus e parte del peristilio. L'oecus è di forma rettangolare, alto otto metri, lungo sette e largo sei ed è largamente decorato in terzo stile, mentre la parte alta e la volta sono affrescate in quarto stile, segno di possibile crollo a seguito del terremoto del 62; il pavimento, asportato durante il XVIII secolo, era probabilmente realizzato in marmo ed aveva una forma esagonale, così come dimostrato dalle impronte rimaste sul piano di calpestio. Le pareti sono decorate con uno zoccolo rosso porfido, seguito da una breve striscia in nero e poi un'ampia zona centrale che presenta al centro un affresco a tema mitologico, diviso dal resto della parete da colonne, alla cui base è decorato con fregi con putti e psichi; le scene mitologiche delle edicole centrali raffigurano rispettivamente Dedalo ed Icaro, il più bello ritrovato a Pompei, che ritrae Icaro al suolo aiutato da una ninfa e Dedalo in volo, Teseo ed il Minotauro, con il mostro battuto e l'eroe circondato da fanciulli, con due ninfe che assistono alla scena, e Teseo che abbandona Arianna a Nasso, l'unico a non essersi perfettamente conservato. La parte superiore invece è in quarto stile, a fondo nero, con raffigurazioni dionisiache. A completare le decorazioni sei pinakes che raffigurano poeti, tra cui Saffo e Alceo.
La diaeta invece presenta una zoccolo decorato con forme geometriche, seguito poi da un pannello bianco, nel quale sono raffigurati elementi architettonici come pyrgotoi e thymiateria; la parte superiore infine, sempre in bianco, è ornata con candelabri e colonne. Il triclinio, illuminato da una finestra a tre fori che si affaccia sul giardino, presenta dei pannelli in rosso, con al centro un'edicola decorata, di cui solo quella del lato ovest è rimasta parzialmente conservata: si tratta della raffigurazione di un satiro e di una menade, in un santuario dedicato a Pan; la parte superiore, costruita dopo il terremoto del 62, è colorata in giallo. Il peristilio è decorato con uno zoccolo nero e con pareti in rosso con bande bianche, nel quale sono raffigurati quadri del ciclo tebano, adornati con cariatidi e festoni, ma anche da medaglioni e tavolette asportate durante l'esplorazione borbonica. Il portico è formato dai resti di quarantatré colonne, realizzate in mattoni e ricoperte da stucco bianco, in modo tale da creare le scanalature, le quali circondano un giardino che prima dell'eruzione aveva una vista sul mare.